# プフォルツェン
プフォルツェン (ドイツ語: Pforzen) は、ドイツ連邦共和国バイエルン州シュヴァーベン行政管区のオストアルゴイ郡に属す町村（以下、本項では便宜上「町」と記述する）で、プフォルツェン行政共同体の本部所在地である。

## 地理
プフォルツェンはアルゴイ地方に位置する。

### 自治体の構成
この町は、公式には5つの地区 (Ort) からなる。
- ハンマーシュミーデ
- インゲンリート
- イルピスドルフ
- ライナウ
- プフォルツェン

ライナウ集落にはシトー会修道院がある。

## 歴史

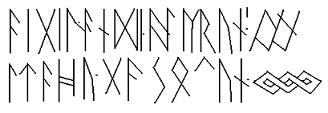
ルーン文字で書かれたプフォルツェンのバックルの銘文の写し

1992年に丘陵墓青銅器時代（青銅器時代中期、紀元前1500年頃）の埋葬品が発掘された。出土品はアルゴイ地方では類例のない形状であり、学問上高い価値のあるものであった。プフォルツェン近郊にある6世紀後半のアレマン人の墓からは銀のバックルが見つかっている。その銘文は西ゲルマン語で書かれた現存する最古の頭韻文である。
プフォルツェンはイルゼー帝国修道院に属した。1803年の帝国代表者会議主要決議以後この町はバイエルンに属した。バイエルンの行政改革に伴う1818年の市町村令により現在の自治体が成立した。
バイエルン王立ルートヴィヒ南北鉄道のカウフボイレン - アウクスブルク間が1847年9月1日に開通し、プフォルツェンは鉄道で結ばれた。当時のプフォルツェン駅は現在のツェラーベルク（リーデン）にあったが、廃止されている。

### 人口推移
- 1970年 1,499人
- 1987年 1,714人
- 2000年 1,994人
- 2007年 2,126人
- 2009年 2,262人

プフォルツェンの名前は「アルゴイへの門 (Pforte)」を意味する。

## 行政
町長はヘルベルト・ホーファー (CSU/Freie Wählergemeinschaft) である。

### 紋章
図柄: 銀地と青地に上下二分割。上部は二重のナイトで、その脚には矢を踏んでいる。下部は歩く金のシカ。
紋章の内容とその意味: 二重のナイトはプフォルツェン家の紋章から採られた。プフォルツェン家は12世紀にはすでにその名が記録され、14世紀にこの家が断絶した後にその所領がイルゼー修道院のものとなった。プフォルツェンに合併したインゲンリートとそのゼバスティアン礼拝堂は聖ゼバスティアンのアトリビュートである矢で表現されている。下部は、12世紀に名前が挙げられているライナウアー家という別の貴族家を表している。この貴族家は町域内のライナウを本拠地とし、その紋章は歩くシカであった。

## 経済と社会資本

### 教育
- 国民学校 1校

## 引用
1. ↑  https://www.statistikdaten.bayern.de/genesis/online?operation=result&code=12411-003r&leerzeilen=false&language=de Genesis-Online-Datenbank des Bayerischen Landesamtes für Statistik Tabelle 12411-003r Fortschreibung des Bevölkerungsstandes: Gemeinden, Stichtag (Einwohnerzahlen auf Grundlage des Zensus 2011)
2. ↑  Bayerische Landesbibliothek Online